# Novalis
Novalis (pe numele adevărat Friedrich Leopold von Hardenberg) (n. 2 mai 1772, Wiederstedt, Sfântul Imperiu Roman – d. 25 martie 1801, Weißenfels, Principatul Saxoniei, Sfântul Imperiu Roman) a fost unul dintre cei mai mari poeți și prozatori germani, considerat cel mai de seamă reprezentant al Cercului romanticilor de la Jena, cunoscut precum Școala de la Jena sau Romantism Jena.
Influențat de Fichte, căruia i-a fost discipol, cultivă idealismul magic și extazul mistic.

## Biografia
Friedrich von Hardenberg s-a născut într-o familie de nobili pe o moșie situată în Munții Harz (Saxonia), unde și-a petrecut copilăria. 
La început a studiat acasă sub îndrumarea lui Christian Daniel Erhard Schmid (1762-1812), apoi a urmat gimnaziul luteran din Eisleben, unde studiază retorica și literatura antică.
În iunie 1794, își încheie studiile juridice, începute la Jena în 1790 și continuate la Leipzig și Wittenberg. În perioada studiilor superioare, audiază cursurile de istorie ale lui Friedrich Schiller, cu care ulterior stabilește relații strânse, întâlnește pe Johann Wolfgang von Goethe, Johann Gottfried von Herder, Jean Paul, Ludwig Tieck, Friedrich Wilhelm Schelling, frații Friedrich și August Wilhelm Schlegel, cu mulți dintre ei legând puternice prietenii.

## Operă

### Poezia
Volumul Hymnen an die Nacht reprezintă valoarea cea mai înaltă a creației sale poetice, dar și în cadrul liricii germane din perioada romantismului timpuriu.
Motivul de bază îl constituie interpretarea romantică a vieții și a morții. Nu lipsesc misticul și iraționalul. Trecerea de la viață la moarte este simbolizată de noapte. Ca influențe, putem menționa Romeo și Julieta a lui Shakespeare (tradusă în germană de August Wilhelm Schlegel în 1797) și Unsichtbare Loge (1793) a lui Jean Paul Richter

### Proza
Fragmentele de roman "Heinrich von Ofterdingen" și "Die Lehrlinge zu Sais" reflectă ideea posibilității realizării unei armonii universale prin intermediul poeziei.

### Scrieri
- Ucenicii din Sais (Die Lehrlinge zu Sais) (1798) - nuvelă alegorică-fantastică
- Creștinătatea sau Europa (Die Christenheit oder Europa) (1799) - eseu
- Imnuri către noapte (Hymnen an die Nacht) (1800) - poeme în proză (remarcabile prin muzicalitatea și ritmul interior al limbajului liric) închinate iubitei defuncte, în care dragostea e întrevăzută ca o forță cosmică și sufletească.
- Heinrich von Ofterdingen (1802) - roman având ca temă formarea personalității, dar și a universului artistic in care, în concepția romantică, realul prozaic se transfigurează în oniric.